# اتحادیه مستقل
اتحادیه مستقل، اتحادیه‌ای صنفی است که به صورت مستقل عمل می‌کند.
از نظر تاریخی، این اصطلاح به آن دسته از اتحادیه‌های کارگری اطلاق می‌شود که نمایندگی کارگرانی که تحت کنترل کارفرما نیستند را در بر بگیرد. (شامل اتحادیه‌ای می‌شود که نمایندگی کارگرانی که در بیش از یک کارخانه واقع در دو یا چند ایالت هستند، اما توسط یک کارفرما استخدام شده است).

## بریتانیا

### اتحادیه مستقل
در بریتانیا، اتحادیه مستقل اصطلاحی است که برای توصیف اتحادیه‌های کارگری مردمی و جوان‌تر به کار می‌رود که کارگرانی را که توسط اتحادیه‌های کارگری جریان اصلی غیرقابل سازماندهی تلقی می‌شوند را سازماندهی می‌کنند. این نوع اتحادیه به ویژه کارگران مهاجر و کارگرانی که در مشاغل ناپایدار کار می‌کنند را در بر می‌گیرد.
سه اتحادیه اصلی مستقل عبارتند از:
- اتحادیه مستقل کارگران بریتانیای کبیر
- صداهای متحد جهان
- اتحادیه کارگران مستقل نظافتچی و وابسته

## آمریکای شمالی
در آمریکای شمالی، اتحادیه مستقل ملی، به اتحادیه‌ای با ماهیت ملی اطلاق می‌شود که به AFL - CIO وابسته نیست؛ در صورتی که یک اتحادیه مستقل محلی، اتحادیه‌ای با ماهیت محلی است که به اتحادیه بین‌المللیِ آن شاخه از صنعت، وابسته نمی‌باشد.